# Геморагічний інсульт
Геморагічний інсульт (крововилив у мозок, мозковий крововилив) — крововилив у речовину головного мозку, який виникає внаслідок розриву артерії або шляхом діапедезу формених елементів крові, переважно еритроцитів, при гіпертонічній хворобі, атеросклерозі мозкових судин тощо.

## Клінічні ознаки
Раптово після фізичного або емоційного навантаження виникають непритомність, гіперемія обличчя, блювання. Розвивається параліч кінцівок із протилежного вогнищу ураження боку, підвищується температура тіла, відмічаються менінгеальні симптоми.

## Діагностика
Діагностика інсульту на догоспітальному етапі базується на даних анамнезу (наявність судинного захворювання — артеріальної гіпертензії, атеросклерозу, ревматизму. тощо), гострого розвитку церебральної патології, динаміки вогнищевих і загальномозкових симптомів. Для геморагічного інсульту характерні: раптовий початок, переважно в денний час, часто на тлі стресової ситуації, вираженість загальномозкової симптоматики (головний біль, блювання, зміни свідомості від оглушення до глибокої коми), вегетативні порушення (гіперемія шкіри, шиї, верхніх відділів грудної клітки, високий артеріальний тиск, напружений пульс, нерідко брадикардія, гіпергідроз, рання гіпертермія), явища ірітації (психомоторне збудження, автоматизована жестикуляція в непаретичних кінцівках, горметоничні судоми). При паренхіматозному крововиливі виявляється чітка вогнищева симптоматика відповідно до локалізації процесу, а при субарахноїдальному крововиливі — менінгеальний синдром. 

## Лікування
Транспортування можливе за відсутності загрозливих для життя симптомів (глибокої коми, розладів дихання, падіння серцевої діяльності). Рекомендують піявки на ділянку сосцеподібних відростків, при підвищеному АТ — гіпотензивні засоби (ін'єкції 1-2 % розчину дибазолу по 2 мл п/ш), дегідратація (новурит — 1 мл або фуросемід 1 мл в/м), димедрол або піпольфен по 1 мл п/ш, в/в 10 мл 10 % розчину хлорида кальцію, в/м вітамін С, вікасол. Ретельний туалет шкіри, профілактика пролежнів. У хворого потрібно слідкувати за діяльністю сечового міхура та кишки.